# Physical (serie de televisión)
Physical es una serie de televisión de comedia dramática, estrenada por Apple TV+ y creada por Annie Weisman el 18 de junio de 2021. En agosto de 2021, fue renovada por una segunda temporada que fue estrenada el 3 de junio de 2022. En agosto de 2022, fue renovada por una tercera y última temporada que fue estrenada el 2 de agosto de 2023.

## Sinopsis
Ambientada en la década de 1980 en San Diego, Physical es una comedia negra que sigue a Sheila Rubin (Rose Byrne) a través de su viaje de autodescubrimiento a través del aeróbic.

## Elenco

### Protagonista
- Rose Byrne como Sheila Rubin
- Rory Scovel como Danny Rubin
- Paul Sparks como John Breem
- Dierdre Friel como Greta
- Geoffrey Arend como Jerry (temporada 1, invitado 2)
- Lou Taylor Pucci como Tyler (temporadas 1-2)
- Della Saba como Bunny Kazam (temporadas 1-2)
- Ashley Liao como Simone (temporada 1)
- Zooey Deschanel como Kelly Kilmartin y la voz interior de Sheila (temporada 3)
- José Zúñiga como Carlos (temporada 3)

### Recurrente
- Ian Gomez como Ernie
- Erin Pineda como Maria Breem, esposa de John Breem
- Al Madrigal como Jack Logan (temporada 1)
- Ian Ousley como Zeke Breem (temporada 1)
- Emjay Anthony como Zeke Breem (temporadas 2-3)
- Mary Holland como Tanya Logan (temporadas 1-2)
- Wallace Langham como Auggie Cartwright (temporadas 1-2)
- Tamra Meskimen como Paige
- Blaine Gray como  Mike Schmidt
- Tawny Newsome como Wanda (temporada 2)
- Katherine Landry como Caitlin
- Donny Divanian como Kevin Cartwright
- Wendie Malick como madre de Sheila
- Murray Bartlett como Vinnie Green (temporada 2)
- Jillian Armenante como Harriet (temporadas 2-3)
- Casey Wilson como Deb, hermana de Danny Rubin (temporada 3)

## Temporadas
| Temporada | Temporada | Episodios | Episodios | Emisión original    | Emisión original         |
| Temporada | Temporada | Episodios | Episodios | Primera emisión     | Última emisión           |
| --------- | --------- | --------- | --------- | ------------------- | ------------------------ |
|           | 1         | 10        | 10        | 18 de junio de 2021 | 6 de agosto de 2021      |
|           | 2         | 10        | 10        | 3 de junio de 2022  | 5 de agosto de 2022      |
|           | 3         | 10        | 10        | 2 de agosto de 2023 | 27 de septiembre de 2023 |

### Temporada 1 (2021)
| N.º en serie | N.º en temp. | Título                             | Dirigido por                   | Escrito por          | Fecha de emisión original |
| ------------ | ------------ | ---------------------------------- | ------------------------------ | -------------------- | ------------------------- |
| 1            | 1            | «Let's Do This Thing»              | Craig Gillespie                | Annie Weisman        | 18 de junio de 2021       |
| 2            | 2            | «Let's Get Political»              | Liza Johnson                   | Annie Weisman        | 18 de junio de 2021       |
| 3            | 3            | «Let's Get Down To Business»       | Stephanie Laing                | Rosa Handelman       | 18 de junio de 2021       |
| 4            | 4            | «Let's Get This Party Started»     | Liza Johnson                   | Jessica Dickey       | 25 de junio de 2021       |
| 5            | 5            | «Let's Agree to Disagree»          | Stephanie Laing                | Alexandra Cunningham | 2 de julio de 2021        |
| 6            | 6            | «Let's Get It on Tape»             | Stephanie Laing                | Lex Edness           | 9 de julio de 2021        |
| 7            | 7            | «Let's Take This Show on the Road» | Stephanie Laing                | Annie Weisman        | 16 de julio de 2021       |
| 8            | 8            | «Let's Not and Say We Did»         | Stephanie Laing                | Justin Bonilla       | 23 de julio de 2021       |
| 9            | 9            | «Let's Face the Facts»             | Stephanie Laing                | Rosa Handelman       | 30 de julio de 2021       |
| 10           | 10           | «Let's Get Together»               | Stephanie Laing y Liza Johnson | Annie Weisman        | 6 de agosto de 2021       |

### Temporada 2 (2022)
| N.º en serie | N.º en temp. | Título                         | Dirigido por    | Escrito por                                                            | Fecha de emisión original |
| ------------ | ------------ | ------------------------------ | --------------- | ---------------------------------------------------------------------- | ------------------------- |
| 11           | 1            | «Don't You Want Me»            | Stephanie Laing | Annie Weisman                                                          | 3 de junio de 2022        |
| 12           | 2            | «Don't You Ever Stop»          | Stephanie Laing | Rachel Caris Love                                                      | 10 de junio de 2022       |
| 13           | 3            | «Don't You Go Far»             | Dan Lazarovits  | Jessica Dickey                                                         | 17 de junio de 2022       |
| 14           | 4            | «Don't You Know»               | Dan Lazarovits  | K.C. Scott                                                             | 24 de junio de 2022       |
| 15           | 5            | «Don't You Want to Watch»      | Stephanie Laing | Justin Bonilla                                                         | 1 de julio de 2022        |
| 16           | 6            | «Don't You Have Enough»        | Stephanie Laing | Jackie Li                                                              | 8 de julio de 2022        |
| 17           | 7            | «Don't You This at Home»       | Stephanie Laing | Coleman Herbert                                                        | 15 de julio de 2022       |
| 18           | 8            | «Don't You Run and Hide»       | Stephanie Laing | Rosa Handelman                                                         | 22 de julio de 2022       |
| 19           | 9            | «Don't You Want to Get Better» | Stephanie Laing | Coleman Herbert                                                        | 29 de julio de 2022       |
| 20           | 10           | «Don't You Say It's Over»      | Stephanie Laing | Historia de: Annie Weisman y Erika A. Schielch Guion de: Annie Weisman | 5 de agosto de 2022       |

### Temporada 3 (2023)
| N.º en serie | N.º en temp. | Título                   | Dirigido por    | Escrito por             | Fecha de emisión original |
| ------------ | ------------ | ------------------------ | --------------- | ----------------------- | ------------------------- |
| 21           | 1            | «Like a Whole New Woman» | Stephanie Laing | Annie Weisman           | 2 de agosto de 2023       |
| 22           | 2            | «Like a Bitch»           | Stephanie Laing | Coleman Herbert         | 2 de agosto de 2023       |
| 23           | 3            | «Like It's on Fire»      | Stephanie Laing | K.C. Scott              | 9 de agosto de 2023       |
| 24           | 4            | «Like a Rocket»          | Stephanie Laing | Yael Green              | 16 de agosto de 2023      |
| 25           | 5            | «Like Crazy»             | Stephanie Laing | Boo Killebrew           | 25 de agosto de 2023      |
| 26           | 6            | «Like You Mean It»       | Stephanie Laing | Coleman Herbert         | 30 de agosto de 2023      |
| 27           | 7            | «Like No One's Watching» | Stephanie Laing | Yael Green y K.C. Scott | 6 de septiembre de 2023   |
| 28           | 8            | «Like a Mouse»           | Stephanie Laing | Boo Killebrew           | 13 de septiembre de 2023  |
| 29           | 9            | «Like We Never Left»     | Annie Weisman   | Coleman Herbert         | 20 de septiembre de 2023  |
| 30           | 10           | «Like a Prayer»          | Stephanie Laing | Annie Weisman           | 27 de septiembre de 2023  |

## Producción

### Desarrollo
En enero de 2020, se informó que Apple TV+, estaba en proceso de desarrollo de Physical, creado y escrito por Annie Weisman, junto con Tomorrow Studios listo para ser producida. En diciembre de 2020, Craig Gillespie, Liza Johnson y Stephanie Laing fueron anunciados como directores de la serie, con Gillespie listo para dirigir el episodio piloto. La serie tiene una duración de media hora y la primera temporada consta de diez episodios. El 4 de agosto de 2021, Apple TV+ renovó la serie para una segunda temporada. El 11 de agosto de 2022, Apple TV+ renovó la serie por una tercera temporada.

### Casting
En enero de 2020, se desveló que Rose Byrne encabezaría Physical. En diciembre de 2020, se anunció las incorporaciones al elenco de Paul Sparks, Rory Scovel, Lou Taylor Pucci, Della Saba, Dierdre Friel y Ashley Liao. Geoffrey Arend se unió al elenco en enero de 2021, e Ian Gomez se unió en abril de 2021.

### Lanzamiento
La serie se estrenó el 18 de junio de 2021 en Apple TV + a nivel mundial con los primeros tres episodios disponibles de inmediato y el resto debutando semanalmente, todos los viernes. La segunda temporada se estrenó el 3 de junio de 2022.

## Recepción
| Temporada | Temporada | Rotten Tomatoes   | Metacritic       |
| --------- | --------- | ----------------- | ---------------- |
|           | 1         | 65% (51 críticas) | 60 (10 críticas) |
|           | 2         | 92% (39 críticas) | TBD              |
|           | 3         | 93% (26 críticas) | 70 (6 críticas)  |

En Rotten Tomatoes, la primera temporada tiene un índice de aprobación del 65% según 51 críticas, con una calificación promedio de 6,40/10. El consenso crítico del sitio web dice: "Ni siquiera una actuación magnética de Rose Byrne puede salvar a Physical de su agotador desfile de personajes desagradables y opciones de trama". En Metacritic, tiene una puntuación promedio ponderada de 60 sobre 100, basada en 21 críticas, lo que indica "críticas mixtas o promedio". La revista alemana en línea Spiegel se mostró encantada y señaló la diferencia entre la recepción estadounidense y europea: "(...) esa sarcástica sátira social se convierte para nuestro verdadero placer en el culto al cuerpo y la locura consumista; los críticos estadounidenses estaban bastante horrorizados, sin ningún motivo".